# Fatberg
Fatberg (pronúncia em inglês: [ˈfæt.bɜːɡ]) é um composto formado pela solidificação de gordura, sais minerais, matéria orgânica, itens sanitários, papel higiênico, e rejeitos similares encontrados em sistemas de esgoto, que não se quebram ou se dissolvem, como é o caso dos lenços umedecidos. A gordura, geralmente oriunda da alimentação humana, é despejada quente e ainda líquida nos ralos, e, ao encontrar temperaturas baixas na rede de esgoto subterrânea, volta a solidificar-se, funcionando como um cimento, agregando os mais diversos materiais disponíveis em grandes blocos.
São responsáveis pela obstrução dos dutos nas redes de esgoto, causando entupimentos e problemas de saneamento básico.
Apesar de causar inúmeros problemas nas redes de esgoto das grandes cidades e metrópoles mundiais, eles podem se tornar uma fonte apropriada para se obter combustíveis, como o biogás, por exemplo.

## Etimologia
"Fatberg" é um amálgama (neologismo) do inglês fat (gordura em português) e do  nórdico berg (montanha em português), formando fat + berg = fatberg, significando literalmente montanha de gordura. Tal composição é similar à da palavra iceberg. Essa palavra é reconhecida oficialmente no Oxford Dictionaries Online desde agosto de 2015.